# Melanoleuca angelesiana
Melanoleuca angelesiana A.H. Sm. – gatunek grzybów należący do rzędu pieczarkowców (Agaricales).

## Systematyka i nazewnictwo
Pozycja w klasyfikacji według Index Fungorum: Melanoleuca, Incertae sedis, Agaricales, Agaricomycetidae, Agaricomycetes, Agaricomycotina, Basidiomycota, Fungi.
Po raz pierwszy takson ten opisał w 1944 r. Alexander Hanchett Smith i nadana przez niego nazwa jest aktualna.

## Morfologia
Kapelusz
Średnica 5–11 cm, kształt wypukły przechodzący w płaski, często z płytkim lub dość wydatnym guzkiem na środku. Powierzchnia gładka, w stanie świeżym lepka, ciemnobrązowa.
Blaszki
Przyrośnięte, gęste, o barwie od białawej do szarawej, czasami z lekko różowawym odcieniem.
Trzon
Wysokość 5–7 cm, grubość do 1,5 cm, solidny, walcowaty, mniej więcej równy. Powierzchnia sucha, dość gładka, na wierzchołku biaława, poniżej tej samej barwy co kapelusz. Podstawa z białawą grzybnią.
Miąższ
W kapeluszu i trzonie białawy, bez wyraźnego zapachu i smaku.
Cechy mikroskopowe
Zarodniki 7–10 × 4,5–6 µm, mniej więcej eliptyczne, pokryte amyloidalnymi brodawkami. Brak dużych, wystających cheilocystyd, brak pleurocystyd. Strzępki skórki często z zawartością pod działaniem KOH brązową.
Gatunki podobne
Do pewnego odróżnienia tego gatunku od innych ciemnobiałek potrzebne jest badanie mikroskopowe. Melanoleuca angelesiana charakteryzuje się brakiem cheilocystyd i pleurocystyd, które występują na blaszkach większości gatunków ciemnobiałek. Od ciemnobiałki trawnikowej (Melanoleuca graminicola), której również brakuje cystyd, można ją odróżnić po większym owocniku, ciemnym trzonie i siedlisku – występuje pod drzewami iglastymi.

## Występowanie i siedlisko
Znane jest występowanie Melanoleuca angelesiana w Ameryce Północnej, Europie i Azji i Ameryce Północnej. W opracowanym przez W. Wojewodę w 2003 r. wykazie wielkoowocnikowych grzybów podstawkowych Polski brak tego gatunku. Jego stanowiska podaje internetowy atlas grzybów.
Naziemny grzyb saprotroficzny. Występuje w górach pod drzewami iglastymi. Owocniki pojawiają się zwłaszcza wiosną w okresie topnienia śniegu.